# Lorenzo Logatti
Lorenzo Logatti (Foggia, Puglia,  Italia, 7 de noviembre de 1872-Buenos Aires, Argentina, 19 de marzo de 1961) fue un clarinetista y compositor. 

## Actividad profesional
Sus primeros conocimientos de música los recibió de su padre, que era músico profesional, y luego los completó con otros maestros; trabajó en diversos conjuntos tanto en su provincia como en Nápoles e incluso dirigió una banda en Ancona.
En noviembre de 1898 viajó a Argentina. Apenas arribado se inscribió en la Asociación del Profesorado Orquestal, una de cuyas actividades era la de buscar ocupación para sus socios, y comenzó a frecuentar el café Sabatino ubicado en la calle Paraná entre Sarmiento y Avenida Corrientes donde alternaba con otros músicos y se familiarizaba con el nuevo país. Pronto halló trabajo en las grandes orquestas líricas y clásicas que tocaban en el Teatro Ópera de la mencionada avenida. Por esa época, correspondiente a la primera etapa del tango, el clarinete era un instrumento frecuente en los conjuntos populares dedicados a ese género –Juan Carlos Bazán es un ejemplo de clarinetista destacado- pero pocos eran los músicos de escuela que se aproximaron al tango. Lo hicieron Logatti y Alberico Stápola –otro italiano proveniente de los conjuntos líricos- que aprovecharon que en el verano los conjuntos líricos entraban en receso para trabajar en conjuntos populares en bailes de Carnaval.
Se incorporó a la orquesta del Teatro Colón que inauguró el teatro en 1908, dirigida por Luigi Mancinelli, un director de orquesta y compositor italiano considerado como el más importante director de ópera italiano del final del siglo XIX, hasta la aparición de Arturo Toscanini.
En los bailes de Carnaval del Teatro Ópera de 1908 trabajó en la orquesta que animaba las reuniones tocando, como era modalidad en la época, todos los ritmos. En una de las reuniones Logatti -que ya antes había compuesto un par de tangos- estrenó su obra más difundida, el tango El irresistible. Ese año fue la última vez que integró una orquesta popular para un baile en un centro recreativo ya que su labor posterior fue en conjuntos de música ligera y en la orquesta del Buenos Aires.
Otros tangos de su autoría fueron El cabrero, ¿Cómo le va?, El Florida, El galán, Poetisa, Susceptible, Sugestivo, y Te quiero mucho.
Lorenzo Logatti falleció en Buennos Aires el 19 de marzo de 1961.